# Den 13:e krigaren
Den 13:e krigaren är en amerikansk action/äventyrsfilm från 1999. Filmen bygger på boken Eaters of the Dead av Michael Crichton. Filmen avviker på en del ställen från handlingen i boken, men i det stora hela är den trogen källmaterialet.

## Handling
Araben Ahmad ibn Fadlan (spelad av Antonio Banderas) har via ödets slump slagit följe med tolv vikingakrigare. Dessa totalt tretton krigare får i uppdrag att befria vikingarnas nordiska hemtrakt från ett hot som lurar i de dimmiga bergen.
Ahmad ibn Fadlan är en poet  i en av de största städerna i världen. Han lever ett bekymmerslöst liv till den dag han möter en kvinna som tillhör en annan man. Hennes man blir avundsjuk och klagar inför kalifen som gör Ahmad till ambassadör av Tussok Vlad, ett land långt upp i norr. Under sin färd dit möter de tartarer och tvingas på flykt, rakt in i famnen på kringresande vikingar. De får vara med på en begravning och dagen efter kommer en budbärare med budskap till vikingarnas ledare, Buliwyf (spelad av Vladimir Kulich), om en fara i norr - en fara så fruktansvärd att dess namn inte får nämnas. Man tillkallar ett orakel som spår att tretton män måste färdas till norden för att bekämpa denna ondska. En efter en ställer sig de vikingar som känner sig utvalda, men när tolv har ställt sig höjer oraklet handen och säger att "Den trettonde krigaren må icke vara en från norr".
Ahmad tvingas med på en resa som tar honom långt från det han älskar och känner och han möter faror han inte trodde fanns. Störst av allt blir hans prövning att umgås med hedningar som inte tror på Gud, men han inser snart att det inte är religionen som gör en till en bra man utan hur man hanterar verkligheten. Väl i norden upptäcker han snart den fasa som härjar i gårdarna och "de som äter de döda" verkar de inte finnas någon stopp på.
Ahmad reser från Baghdad (Irak), till Norden där han träffar de 12 krigarna.

## Rollista (i urval)
| Antonio Banderas    | – Ahmed Ibn Fahdlan Ibn Al Abbas Ibn Rashid Ibn Hamad |
| Vladimir Kulich     | – Buliwyf / Den förste krigaren                       |
| Sven Wollter        | – Kung Hrothgar                                       |
| Omar Sharif         | – Melchisidek                                         |
| Dennis Storhøi      | – Herger the Joyous                                   |
| Daniel Southern     | – Edgtho the Silent                                   |
| Neil Maffin         | – Roneth the Rider                                    |
| John DeSantis       | – Ragnar the Dour                                     |
| Clive Russell       | – Helfdane the Fat                                    |
| Mischa Hausserman   | – Rethel the Archer                                   |
| Oliver Sveinall     | – Haltaf the Boy                                      |
| Asbjørn 'Bear' Riis | – Halga the Wise                                      |
| Richard Bremmer     | – Skeld the Superstitious                             |
| Tony Curran         | – Weath the Musician                                  |
| Albie Woodington    | – Hyglak the Quarrelsome                              |
| Erick Avari         | – Karavanledaren Hosein                               |
| Maria Bonnevie      | – Tjänarinnan Olga                                    |